# Fluent Design
Fluent Design (рус. Система проектирования Fluent, внутреннее кодовое название — Project Neon) — стиль оформления графического интерфейса пользователя, разработанный компанией Microsoft. Впервые был представлен 11 мая 2017 года на конференции Microsoft Build 2017.
Fluent Design позволит проектировать интерфейсы приложений с интуитивно понятным дизайном, адаптирующимся под различные типы устройств, включая системы виртуальной и дополненной реальности.

## Составляющие Fluent Design
Fluent Design уйдёт от плоского дизайна, представленного в Metro UI, но сохранит простоту и лёгкость интерфейсов. В то же время, вернутся использовавшиеся в Windows Aero тени, размытие фона и эффекты при наведении курсора. Кроме того, при анимировании элементов дизайна будет активно применяться параллакс-эффект.
Новая дизайн-система базируется на пяти составляющих:
- Свет — помогает пользователю акцентировать внимание на текущем взаимодействии и ближайших к курсору элементах
- Глубина — учитывает расположение элементов в пространстве относительно друг друга
- Движение — является индикацией динамического взаимодействия пользователя с интерфейсом
- Материал — внешний вид элементов определяется не только палитрой, но и физическими свойствами материалов
- Масштаб — элементы интерфейса адаптируются в зависимости от текущего использования — будь то экран мобильного телефона или система виртуальной реальности.

Fluent Design придёт на смену Metro UI, который использовался в продуктах Microsoft начиная с ОС Windows Phone 7 и ранее в плеерах Zune. Microsoft будет постепенно переходить к использованию нового языка дизайна в Windows и в своих приложениях на операционных системах Windows, iOS, Android и Windows 10 Mobile. Первым среди продуктов Microsoft обновление дизайна получила игровая приставка Xbox One.